# Rosa 'Super Star'
'Super Star' (el nombre del obtentor registrado de 'TANorstar'® ), es un cultivar de rosa que fue conseguido en Alemania en 1960 por el rosalista alemán Mathias Tantau jun..

## Descripción
'Super Star' es una rosa moderna de jardín cultivar del grupo Híbrido de té.
El cultivar procede del cruce de ( planta de semillero x 'Peace' ) x ( planta de semillero x 'Alpine Glow' ).
Las formas arbustivas del cultivar tienen porte erguido bien ramificado y alcanza de 105 a 185 cm de alto con 90 cm de ancho. Las hojas son de color verde oscuro y brillante. Está armada con gruesas espinas.
Sus delicadas flores de color rojo bermellón, con tonos salmón rosados. Fragancia fuerte afrutada. Rosa de diámetro grande de 5". La flor doble plena de 30 a 35 pétalos, floración en pequeños ramos centrada en alto. 
Florece en oleadas a lo largo de la temporada. Primavera o verano son las épocas de máxima floración, si se le hacen podas más tarde tiene después floraciones dispersas.

## Origen
El cultivar fue desarrollado en Alemania por el prolífico rosalista alemán Mathias Tantau jun. en 1960. 'Super Star' es una rosa híbrida triploide con ascendentes parentales de ( planta de semillero x 'Peace' ) x ( planta de semillero x 'Alpine Glow' ).
El obtentor fue registrado bajo el nombre cultivar de 'TANorstar'® por Mathias Tantau jun. en 1960 y se le dio el nombre comercial de exhibición 'Tropicana'™.
También se la conoce por los sinónimos de 'Tropicana'™, 'TANorstar '® , 'Tanor Star'®, 'Superstar y Super Star®.
La rosa fue conseguida por Mathias Tantau jun. en Alemania antes de 1960 e introducida en Alemania en 1960 como 'Super Star'.
La rosa fue introducida en el mercado de Estados Unidos en 1962 por Jackson & Perkins Co. como 'Tropicana' con la patente "United States - Patent No: PP 1,969 on 3 Aug 1960/Parentage on patent application is: Seed parent: (seedling x Peace) 
Pollen parent: (seedling x Alpine Glow)".

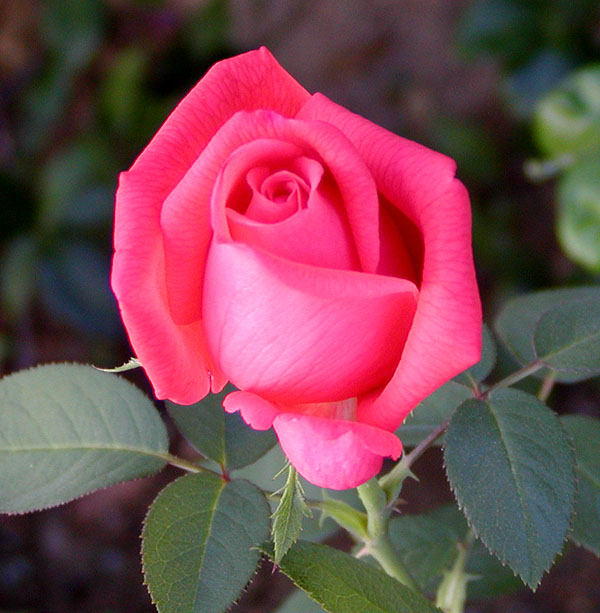
Capullo de 'Super Star'
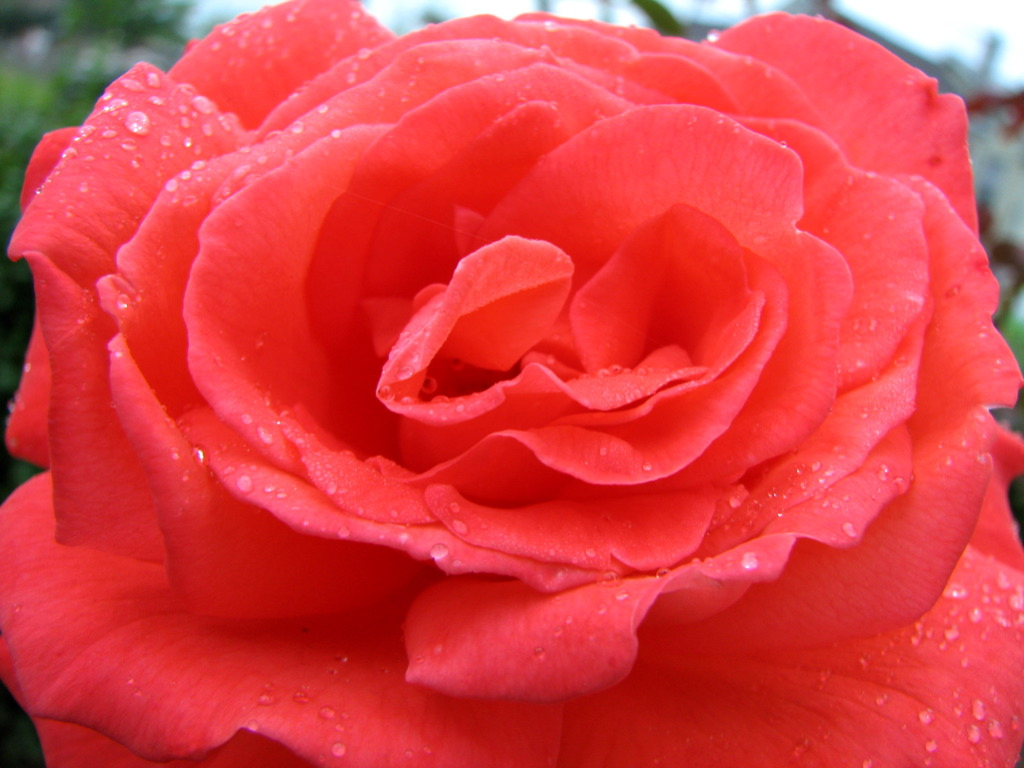
'Super Star'
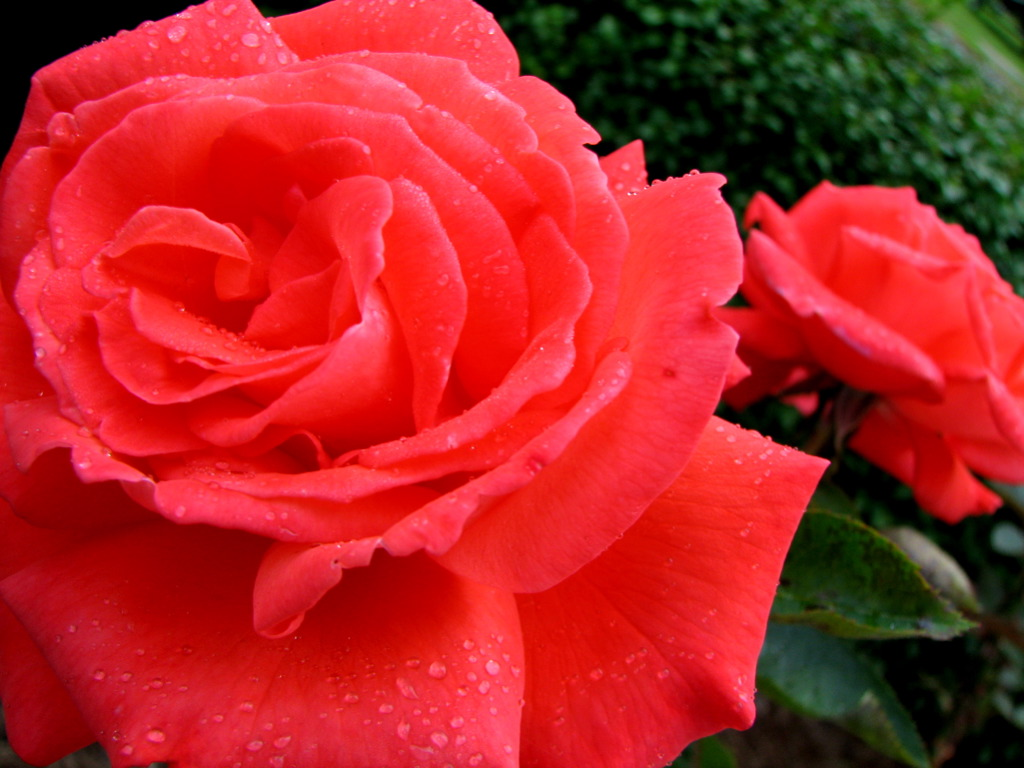
'Super Star'
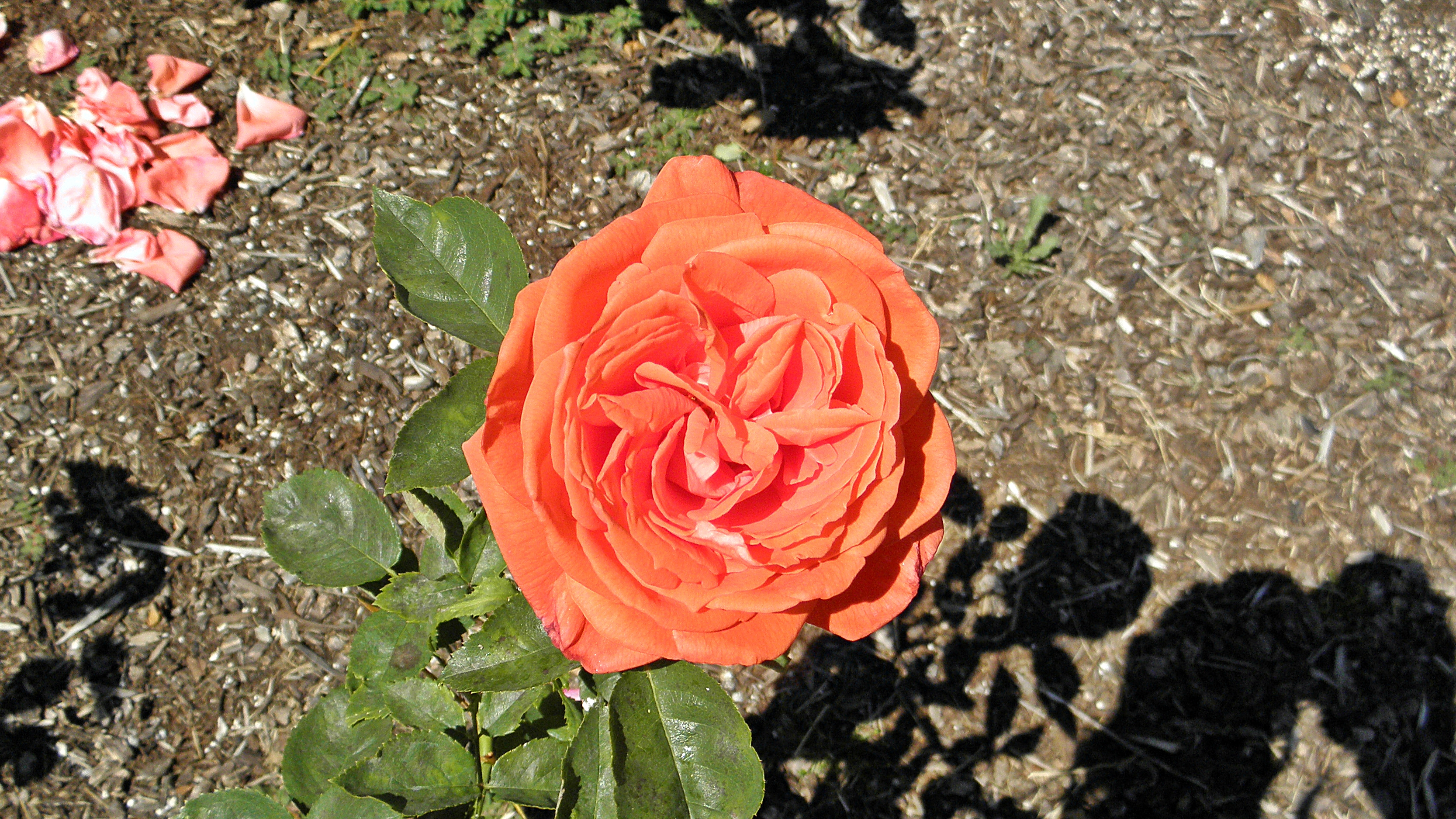
'Super Star'

## Premios y galardones
- All-America Rose Selections 1963.
- ARS National Certificate 1967.
- Bagatelle Médaille d'Or 1960.
- Portland Gold Medal 1961.
- RNRS Gold Medal 1960.
- The Hague Gold Medal 1961.

## Cultivo
Aunque las plantas están generalmente libres de enfermedades, es posible que sufran de punto negro en climas más húmedos o en situaciones donde la circulación de aire es limitada. Susceptible al mildiu.
Las plantas toleran la sombra, a pesar de que se desarrollan mejor a pleno sol. En América del Norte son capaces de ser cultivadas en USDA Hardiness Zones 5b a 9b. La resistencia y la popularidad de la variedad han visto generalizado su uso en cultivos en todo el mundo.
Puede ser utilizado para las flores cortadas, jardín o columnas. Vigorosa. En la poda de Primavera es conveniente retirar las cañas viejas y madera muerta o enferma y recortar cañas que se cruzan. En climas más cálidos, recortar las cañas que quedan en alrededor de un tercio. En las zonas más frías, probablemente hay que podar un poco más que eso. Requiere protección contra la congelación de las heladas invernales.
En 1971 fue conseguido por Boerner el desporte trepador denominado 'Climbing Super Star' (syn. Climbing Tropicana).

## Obtentoresyvariedadesderivadas
Debido a las características deseables de la rosa 'Super Star', se ha utilizado como ascendente parental en cruces con otras variedades para la obtención de obtentores de nuevas rosas, así:

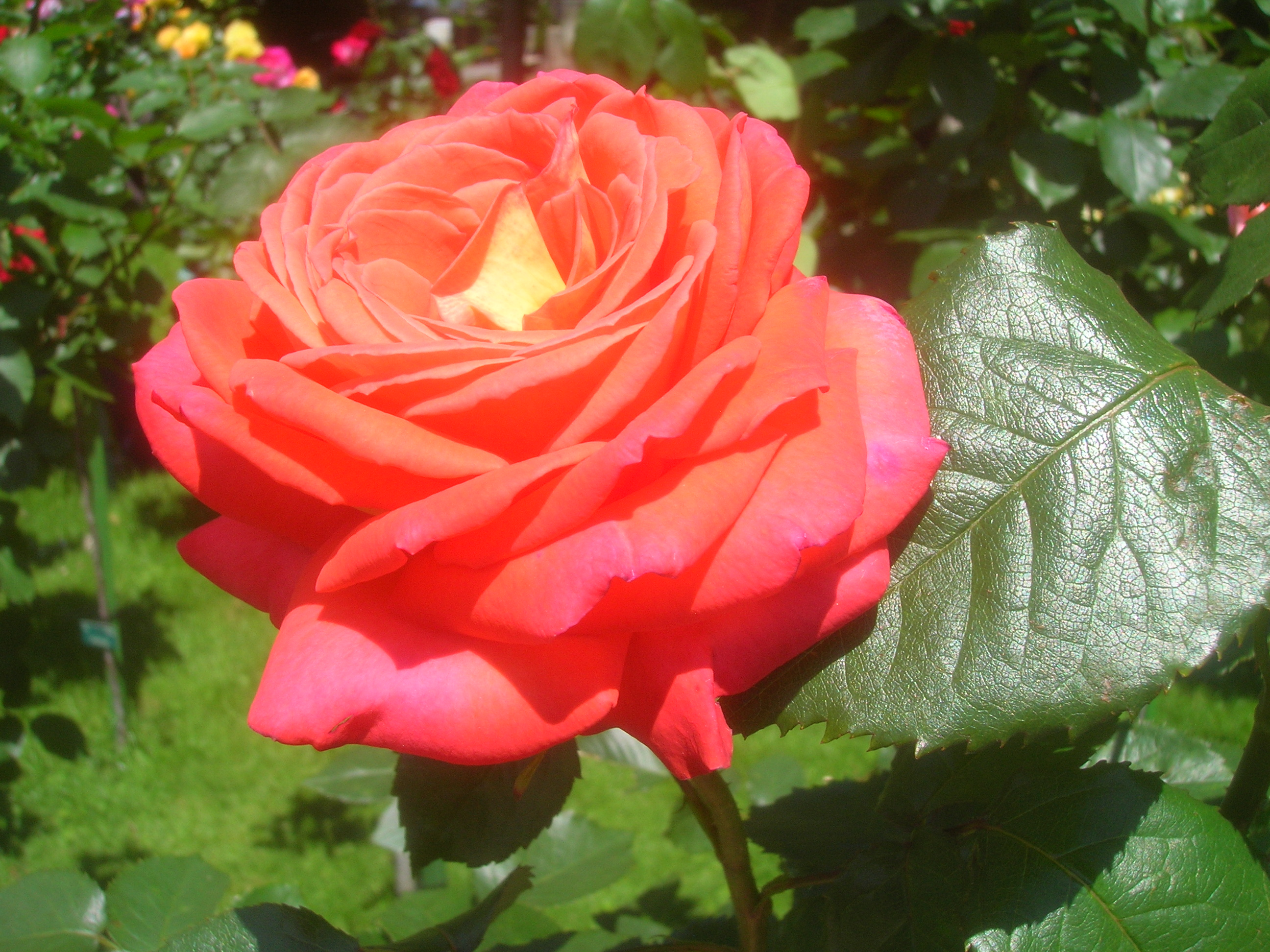
'Königin der Rosen' Kordes 1964 'Perfecta' × 'Super Star'
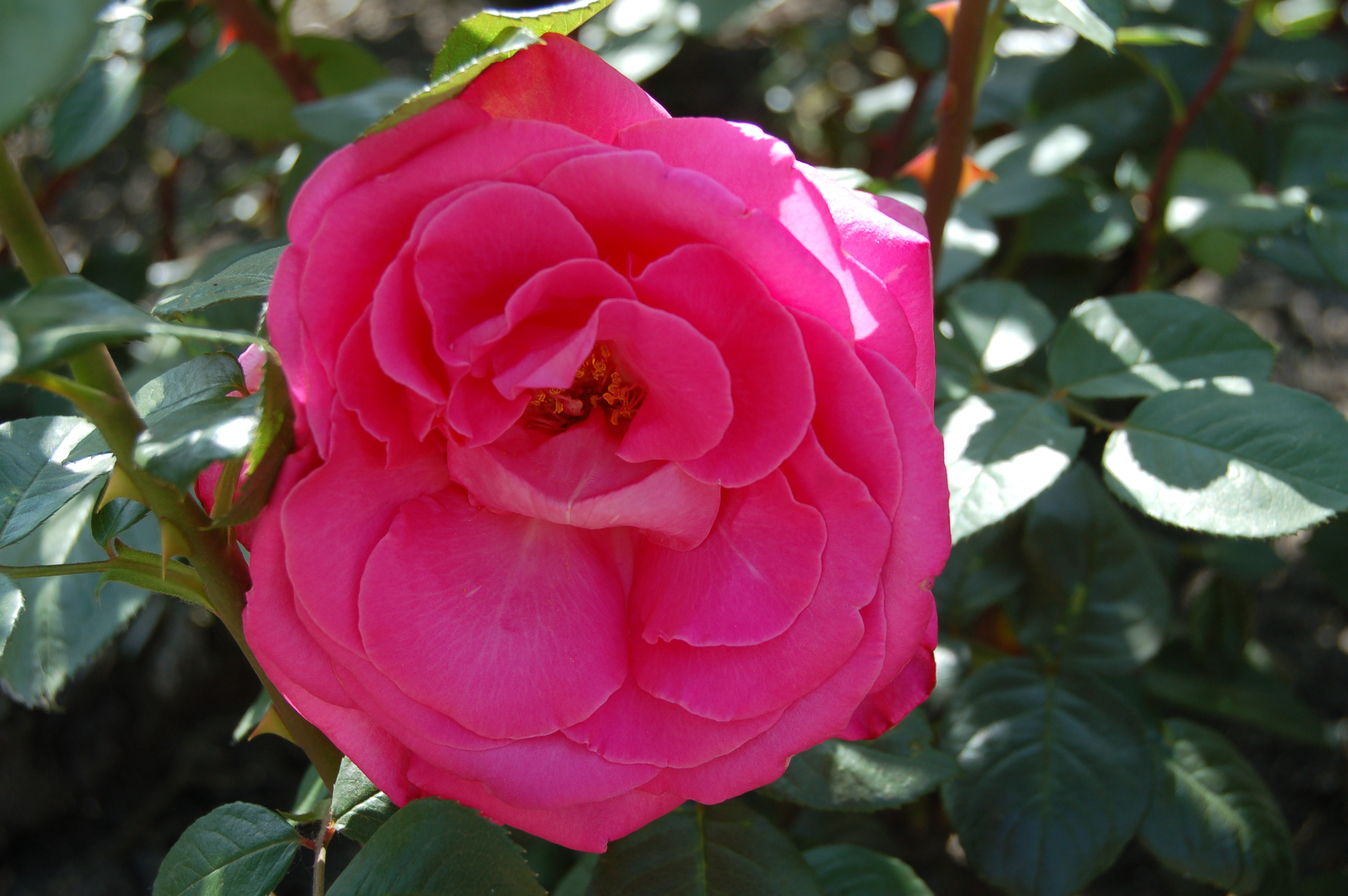
'Lady Like', Tantau 1982 Seedling × 'Tropicana'
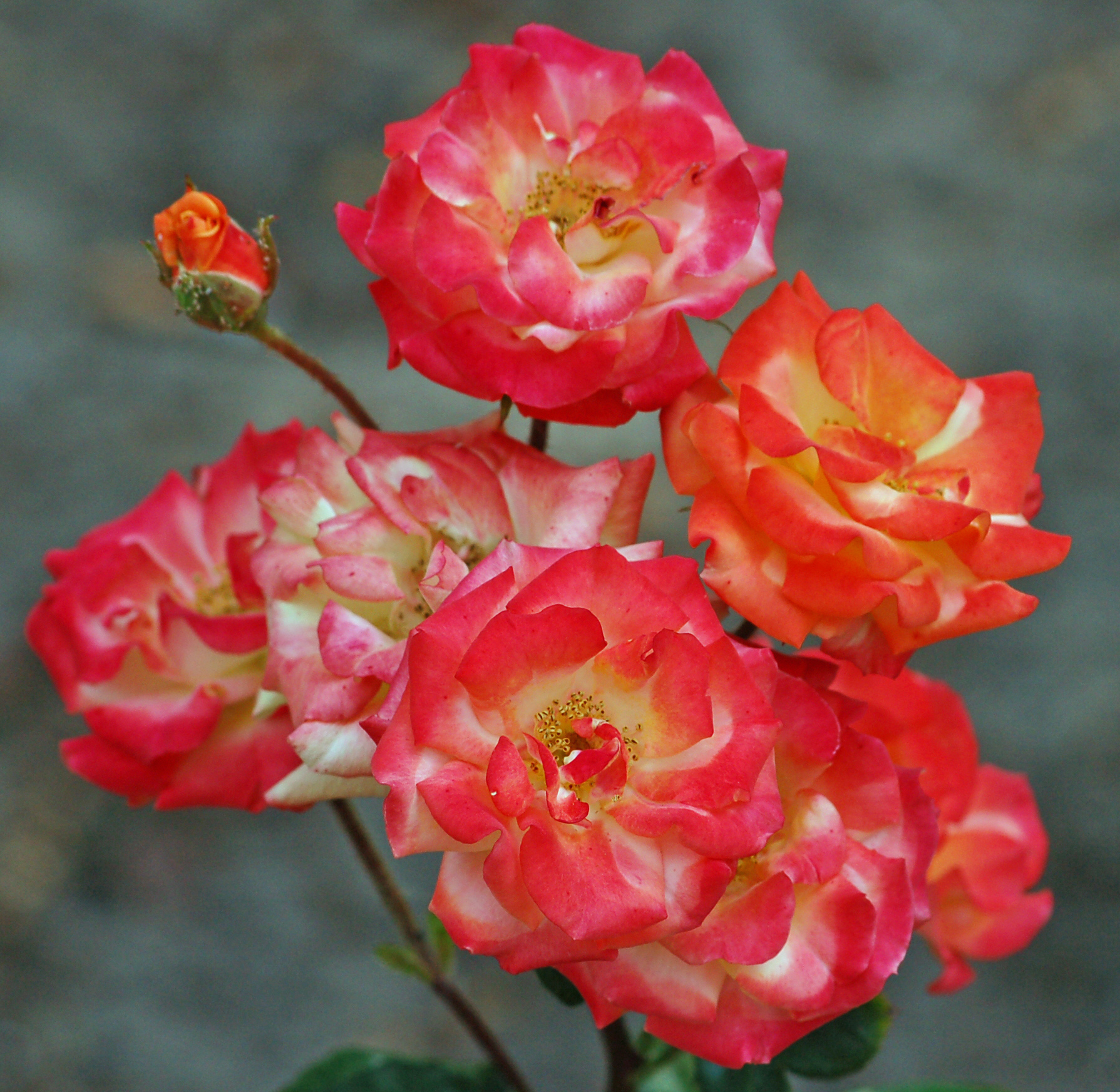
'Mambo', Tantau 1971, 'Tropicana' × 'Zorina'
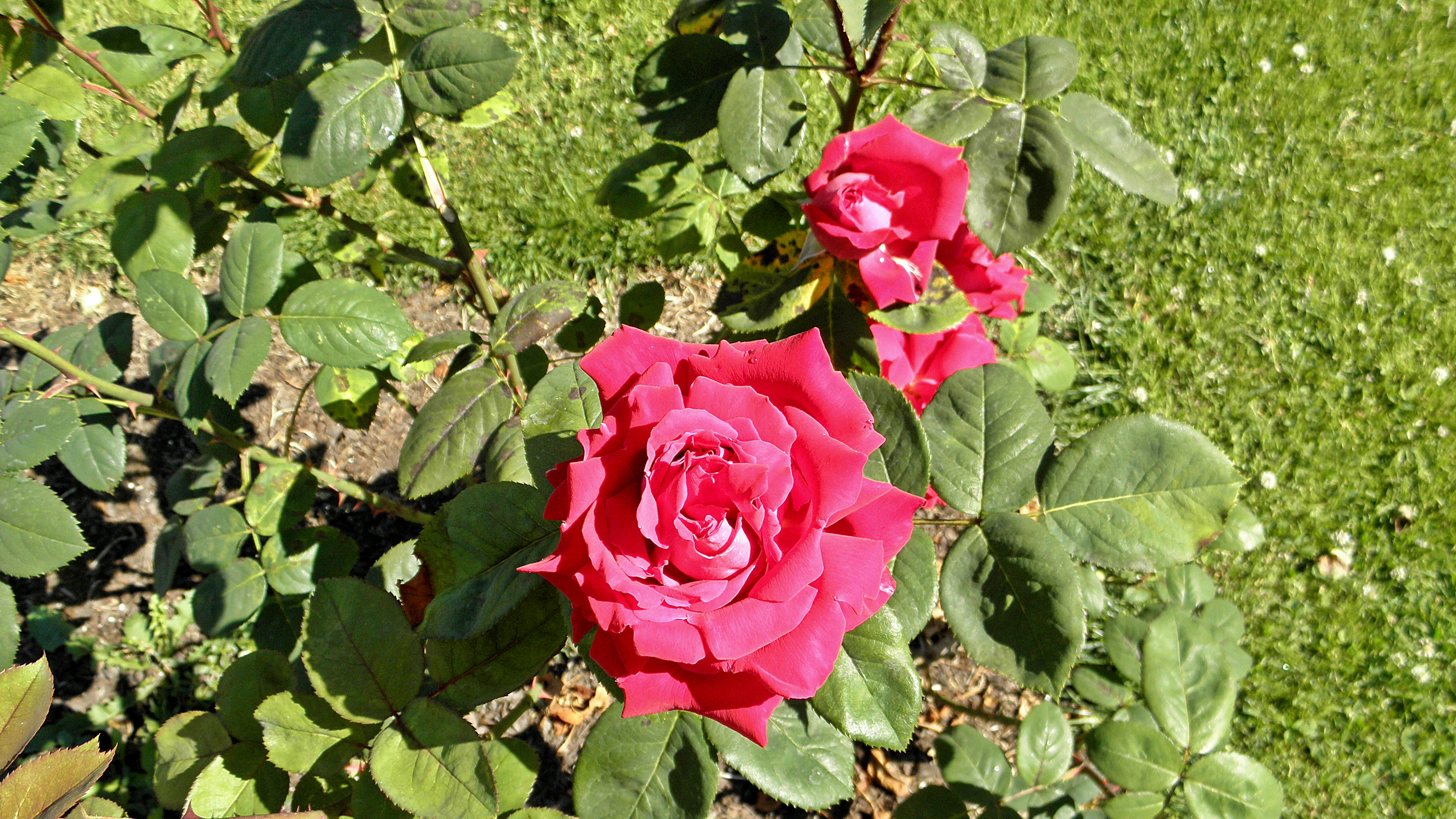
'Red Reflection' Warriner 1984 'Super Star' x 'Living'